# عنصر متا
عناصر متا (به انگلیسی: Meta elements)، برچسب‌هایی هستند که در سندهای HTML و XHTML برای مهیا کردن فرادادهٔ ساختاری دربارهٔ یک صفحهٔ وب، به کار می‌روند. این عناصر قسمتی از بخش head صفحهٔ وب هستند. چندین عناصر متا را می‌توان همراه با ویژگی‌های متفاوت، در یک صفحه به کار برد. عناصر متا می‌توانند توصیف کلیدواژه و دیگر فراداده‌ها را برای یک صفحه مشخص کنند که توسط عناصر و ویژگی‌های دیگر head، تعریف نمی‌شوند.
عنصر متا دو کاربرد دارد: تقلید کردن کاربرد HTTP response header field، یا درج کردن فراداده‌های اضافی درون سند HTML.
تا زمان HTML 4.01 و در XHTML، چهار ویژگی برای عنصر متا وجود داشت: content, http-equiv, name و scheme. اکنون در HTML5، با اضافه شدن ویژگی charset، پنج ویژگی وجود دارد. ویژگی http-equiv، برای تقلید HTTP header و ویژگی name برای درج فراداده استفاده می‌شود. مقدار دستوری، در هر دو مورد، در ویژگی content قرار می‌گیرد؛ مگر اینکه charset داده شود. ویژگی charset برای نمایش مجموعه علائم سند به کار می‌رود که در HTML5 وجود دارد.
متا تگ‌ها یکی از کلیدی‌ترین و مهم‌ترین ابزارهای سئو و بهینه‌سازی وب سایت برای موتورهای جستجو هستند. انواع مختلفی از متا تگ‌ها وجود دارد و هر کدام بنا به مورد استفاده ممکن است برای وب‌مستر اهمیت داشته باشد.
در هر صفحه وب با هر فرمتی مثل Php ،Htm ،Html ،Asp ،Aspx و … از این تگ‌های HTML استفاده می‌شود.
زمانی که یک موتور جستجو صفحه شما را پیدا می‌کند، باید آن را فهرست کند و آن را به بانک اطلاعاتی قابل جستجوی خود اضافه کند. اکنون موتورهای جستجوی زیادی از برچسب‌های <META> استفاده می‌کنند که به شما اجازه می‌دهد کلمات کلیدی و توصیف صفحه خود را در آن قرار دهید. این به شما کنترل بیشتر می‌دهد تا صفحه شما در طول یک جستجو چگونه نمایش داده شود و اغلب باعث ترافیک بیشتر به سایت شما می‌شود.

## نمونه متا تگ
```
<meta name=”robots” content=”index, follow”/>
<meta name=”generator” content=”Dreamweaver CS”/>
<meta http-equiv=”Content-Type” content=”text/html; charset=utf-8″/>
<meta name=”description” content=”توضیحات مربوط به صفحه در اینجا قرار می‌گیرند“>
<meta name=”keywords” content=”کلمات کلیدی در اینجا قرار می‌گیرند“>
```

## متا تگ کپی رایت
برای مشخص کردن اینکه محتوای صفحات شما دارای کپی رایت یا حقوق مؤلف است، از این متا تگ در کدهای خود استفاده کنید. استفاده از آن هیچ تضمینی برای سوءاستفاده نکردن دیگران از محتوای شما ایجاد نمی‌کند، اما به موتورهای جستجو آن را یادآوری می‌کند.
```
<meta name=”copyright” content=”your copyright text here”/>
```